# Whichaway Nunataks
I Whichaway Nunataks sono un gruppo di nunatak, picchi rocciosi isolati, che si estendono per 13 km e demarcano il fianco meridionale del Ghiacciaio Recovery, nell'Argentina Range dei Monti Pensacola, in Antartide. Il Blackwall Ice Stream va a confluire nel Ghiacciaio Recovery tra l'Argentina Range e i Whichaway Nunataks. 
Furono avvistati per la prima volta dall'aereo e visitati nel 1957 dalla Commonwealth Trans-Antarctic Expedition che ne assegnò la denominazione in quanto non era chiaro quale fosse il percorso dai nunatak che permetteva di spingersi il più possibile verso l'interno.